# How I Met Your Father
How I Met Your Father é uma sitcom americana criada por Isaac Aptaker e Elizabeth Berger que estreou no Hulu em 18 de janeiro de 2022. É uma sequência independente de How I Met Your Mother. A série, estrelada por Hilary Duff, Christopher Lowell, Francia Raisa, Suraj Sharma, Tom Ainsley, Tien Tran e Kim Cattrall, segue a personagem principal, Sophie (Hilary Duff), e seu grupo de amigos em Manhattan, Nova York. Como uma narrativa moldura, Sophie (Kim Cattrall), no ano de 2050, conta a seu filho invisível os eventos que se seguiram ao encontro com seu pai em janeiro de 2022 e como eles o tiveram. Em fevereiro de 2022, a série foi renovada para uma segunda temporada.
Em 1º de setembro de 2023, a plataforma Hulu anunciou o cancelamento de How I Met Your Father após duas temporadas. A trama termina sem um desfecho adequado.

## Elenco e personagens

### Principal
- Hilary Duff como Sophie, uma fotógrafa irremediavelmente romântica que está procurando por sua alma gêmea. Embora acredite no amor verdadeiro, ela não tem conhecimento de seu pai biológico devido a sua mãe ter namorado homens aleatórios.
  - Kim Cattrall como Sophie do futuro, que no ano de 2050 conta ao filho a história de como conheceu o pai.
- Chris Lowell como Jesse, um aspirante a músico que trabalha como motorista de Uber e professor de música, que se tornou um (Meme (Internet)|meme da internet]] depois de ser abandonado por sua ex-namorada Meredith após uma proposta de casamento fracassada. Ele mora com Sid no antigo apartamento de Ted, Marshall e Lily.
- Francia Raisa como Valentina, uma assistente de estilista impulsiva que também é a melhor amiga e colega de quarto de Sophie e o interesse amoroso de Charlie
- Suraj Sharma como Sid, o melhor amigo e colega de quarto de Jesse que é dono de um bar. Ele está noivo de sua namorada de longa distância Hannah.
- Tom Ainsley como Charlie, um aristocrata britânico que abandona sua herança para seguir seu interesse amoroso, Valentina, para Nova York depois de conhecê-la na London Fashion Week. Mais tarde, ele vai morar com Ellen e os dois se tornam companheiros de quarto, antes de ser contratado por Sid como barman.
- Tien Tran como Ellen, a irmã adotiva de Jesse que se muda para Nova York para encontrar um romance após o divórcio de sua esposa. Ela é proprietária de uma fazenda de produtos.

### Recorrente
- Daniel Augustin como Ian, o encontro de Sophie no Tinder. Ele é um biólogo marinho que se muda para a Austrália.
- Ashley Reyes como Hannah, namorada de longa data de Sid com quem ele fica noivo no piloto. Ela trabalha como cirurgiã em Los Angeles.
- Leighton Meester como Meredith, ex-namorada de Jesse que rejeitou publicamente sua proposta de casamento
- Josh Peck como Drew,[a] o vice-diretor da escola onde Jesse dá aulas de música.

### Estrelas convidadas especiais
- Michael Barbaro como Ele mesmo
- Paget Brewster como Lori, a mãe de Sophie, uma notória festeira que teve Sophie quando era jovem
- Dan Bucatinsky como Fred, chefe de Valentina
- Kyle MacLachlan como George "O Capitão" Van Smoot
- Laura Bell Bundy como Becky
- Cobie Smulders como Robin Scherbatsky

## Episódios

### 1.ª temporada (2022)
| N.º na série | N.º na temp. | Título                 | Dirigido por         | Escrito por                                                                  | Lançamento              | Cód. de produção |
| ------------ | ------------ | ---------------------- | -------------------- | ---------------------------------------------------------------------------- | ----------------------- | ---------------- |
| 1            | 1            | "Pilot"                | Pamela Fryman        | Isaac Aptaker & Elizabeth Berger e Carter Bays & Craig Thomas & Emily Spivey | 18 de janeiro de 2022   | 1HME01           |
| 2            | 2            | "FOMO"                 | Pamela Fryman        | Isaac Aptaker & Elizabeth Berger                                             | 18 de janeiro de 2022   | 1HME02           |
| 3            | 3            | ASA                    | Kimberly McCullough  | Dan Levy                                                                     | 25 de janeiro de 2022   | 1HME03           |
| 4            | 4            | "Dirrty Thirty"        | Pamela Fryman        | Amelie Gillette                                                              | 1 de fevereiro de 2022  | 1HME04           |
| 5            | 5            | "The Good Mom"         | Morenike Joela Evans | Christopher Encell                                                           | 8 de fevereiro de 2022  | 1HME05           |
| 6            | 6            | "Stacey"               | Phill Lewis          | Donald Diego                                                                 | 15 de fevereiro de 2022 | 1HME06           |
| 7            | 7            | "Rivka Rebel"          | Kelly Park           | Karen Joseph Adcock & Ria Sardana                                            | 22 de fevereiro de 2022 | 1HME08           |
| 8            | 8            | "The Perfect Shot"     | Lynda Tarryk         | Jeremy Roth                                                                  | 1 de março de 2022      | 1HME07           |
| 9            | 9            | "Jay Street"           | Pamela Fryman        | Ama Quao & Ally Thibault                                                     | 8 de março de 2022      | 1HME09           |
| 10           | 10           | "Timing Is Everything" | ASA                  | ASA                                                                          | 15 de março de 2022     | ASA              |

## Produção

### Desenvolvimento
Após a produção do piloto da CBS de 2014 de How I Met Your Dad, que não avançou, em 14 de dezembro de 2016, foi relatado que Isaac Aptaker e Elizabeth Berger deveriam escrever uma nova versão do piloto do spin-off anterior, re-intitulado How I Met Your Father', com Carter Bays e Craig Thomas servindo como produtores executivos. Posteriormente, foi anunciado que, após assinar novos contratos com a 20th Century Fox Television, que veriam Aptaker e Berger sendo promovidos a produtores executivos e co-showrunners em This Is Us ao lado de Dan Fogelman, a ideia seria adiada até novo aviso.
Em 8 de agosto de 2017, o presidente da Fox, Dana Walden, disse ao Deadline Hollywood que a 20th Television estava tentando um spin-off com diferentes escritores, pela terceira vez. Três dias após o anúncio, o Deadline informou que Alison Bennett escreveria o spin-off, com o mesmo título da tentativa anterior com Aptaker e Berger. Também soube-se que Bays e Thomas foram mais uma vez contratados como produtores executivos. Essa tentativa também fracassou.
Em 21 de abril de 2021, a série spin-off intitulada How I Met Your Father recebeu uma encomenda para série de 10 episódios pelo Hulu. Aptaker e Berger servirão como criadores, escritores e produtores executivos, enquanto Hilary Duff atuará como produtora. Em 24 de junho de 2021, Pamela Fryman se juntou à série como produtora executiva e para dirigir o piloto. A série está programada para ser lançada em 18 de janeiro de 2022. Em 15 de fevereiro de 2022, o Hulu renovou a série para uma segunda temporada de 20 episódios.

### Seleção de elenco
Após o anúncio do pedido da série, Hilary Duff foi escalada para estrelar. Em 16 de junho de 2021, Chris Lowell se juntou ao elenco como o protagonista masculino. Em agosto de 2021, Francia Raisa, Tom Ainsley, Tien Tran e Suraj Sharma foram escalados para papéis principais, enquanto Brandon Micheal Hall foi escalado para um papel recorrente. No entanto, algumas semanas depois, Hall deixou o papel devido a um conflito de agendamento e Daniel Augustin foi escalado para substituir Hall. No dia seguinte, Josh Peck e Ashley Reyes se juntaram ao elenco em papéis recorrentes. Em 5 de novembro de 2021, Kim Cattrall foi escalada para um papel recorrente como a futura versão da personagem de Duff, Sophie. Após a estreia da série, foi relatado que Leighton Meester está definida para retornar. Em 3 de fevereiro de 2022, foi anunciado que Paget Brewster foi escalada para estrelar o episódio "The Good Mom", que foi ao ar em 8 de fevereiro de 2022.

### Filmagens
As filmagens da série começaram em 31 de agosto de 2021.